# Trifurcula micromeriae
Trifurcula micromeriae là một loài bướm đêm thuộc họ Nepticulidae. Nó là loài đặc hữu của quần đảo Canaria.
Ấu trùng ăn Micromeria teneriffae và Micromeria varia. The mine the leaves of their host plant. 